# Tsvetlin Yovchev
Tsvetlin Yovchev (Цветлин Йовчев, en bulgare), né le 7 mai 1964 à Pleven, est un homme politique bulgare, ministre de l'Intérieur entre le 29 mai 2013 et le 6 août 2014.

## Biographie
Il fait ses classes à l'Académie navale de Varna, puis étudie l'économie à l'université d'économie nationale et mondiale de Sofia. Il rejoint, en 1993, service national de sécurité, agence bulgare de contre-espionnage dont il deviendra directeur adjoint.
En 2007, il est désigné directeur général du contre-espionnage au sein de l'agence d'État de sécurité nationale. Ayant quitté ces fonctions en 2008, il est nommé à la direction de l'agence en 2009 par Boïko Borissov. Il en est relevé en 2011 mais se voit choisi, un an plus tard, comme directeur de cabinet du président de la République, Rossen Plevneliev. Il démissionne en avril 2013.
Le 29 mai suivant, il est nommé ministre de l'Intérieur dans le gouvernement de centre-gauche de l'indépendant Plamen Orecharski.
Il est remplacé le 6 août 2014 par l'indépendant Yordan Bakalav.
Tzvetlin Yovchev est marié et a un fils.